# 戰女神
《戦女神》为日本Eushully于1999年1月29日发售的角色扮演類型成人遊戲。2014年4月25日發售重製版《天秤のLa DEA。戰女神MEMORIA》（日语：天秤のLa DEA。戦女神MEMORIA）。

## 故事
数百年前，与女神的战斗取得胜利的赛利卡，由于自己身体的致命伤，于是夺取了女神的身体，并奇迹般地生存下来…但是，他所支配的女神是被称为古神的存在，他不仅被称为「神殺」而被人们畏惧着、他被想为同胞报仇的古神、不能容许古神存在的现神和想要得到他的肉体的魔神们等等追杀着。从此之后，没有国家和地方能容的下他，赛利卡只能不停的流浪。但是レウィニア神权国的守护神「水之巫女」对古神和现神保持中立立场，赛利卡因为和水之巫女的结成同盟关系终于能在レウィニア神权国里住下了来。为了找寻18年前行踪不明的ラティナ王女，赛利卡和レウィニア国骑士団来到了港町ミルフェ。他们朝着在废坑的目击情报开始搜索。

## 登场人物
賽里卡・西路菲爾
游戏的主人公被称为「神殺」的存在。外表是美丽的女性的姿态但是真正的性别是男性。
现在（游戏开始的时候）因为和邪龙的战斗所受的伤影响失去了许多的神之力，拥有4名作为「使徒」的女仆。接受了水之巫女的委托出发寻找行踪不明的ラティナ王女。
シュリ・レイツェン
跟随赛利卡的女仆，赛利卡所属的第三使徒。
因为战争的关系而成为了孤儿，之后被赛利卡收留。打从心里爱着赛利卡。
レヴィア・ローグライア
女性团员占大多数的レウィニア国白地龍騎士团的团長。レウィニア神权国的名門贵族的女儿。
和赛利卡是前次大战时的战友。从小的时候开始就时常到访赛利卡所居住的房子，从那时候开始就对赛利卡产生了仰慕之情。在决定成为骑士的那天晚上，把第一次献给了赛利卡。
后来被反叛的ランザブ和他的部下们强暴，在重制版裡根據行動選項可以回避。
レフィン
レウィニア国白地龍騎士团团員的一名魁梧的青年。レヴィア的青梅竹马、因为レヴィア和副将的关系恶劣所以他实际上算是騎士团内的第二把交椅。
年轻有为，レヴィア的左右手。以前开始就时常陪着レヴィア到访赛利卡的房子，在很快的时间内就察觉到了レヴィア对赛利卡的感情。
ランザブ
レウィニア国白地龍騎士团的副将。他作为副将的原因包含了很多政治背景。掌控了地龍騎士团团的一部分男性团员。反ローグライア的重要人物，发动叛变，最后被赶来解救レヴィア的赛利卡丢到尸体堆里当成魔物的食物。
グレバイト・フォル・ローレン
レウィニア国的貴族，ラティナ王女的未婚夫。为了让王女复活，率领自己的部下到カドラ废坑独立行动。
カチュア・クレイン
侍奉ローレン的骑士。爱着ローレン，但是因为自己的立场而无法向ローレン表白。为了安慰发狂了的ローレン而献出了自己的身体。
カウラ・グレイジー
ミルフェ街的自警团隊長。顽强不屈的女戦士。
ロカ・ルースコート
被称为聖女转世的マーズテリア的神官戦士。赛利卡在她的身上看到了曾经深爱着的聖女ルナ＝クリア的影子。
ミストラディ・カーレム
ミルフェ街的女盗賊。
ルー
正在隐居的女精灵。
クーン・カリエステル
ミルフェ街的祭司。

## 外部連結
- 战女神官方网站 （页面存档备份，存于）（日語）